# Los Mártires
Los Mártires es una localidad número 14 del Distrito Capital de Bogotá, situado al occidente del centro de la capital colombiana.

## Toponimia
En lo que es hoy la Plaza de Los Mártires, se encontraba La Huerta de Jaime, sitio en el cual fueron fusilados Francisco José de Caldas, Jorge Tadeo Lozano, Mercedes Abrego y Camilo Torres Tenorio en 1816. El nombre de la localidad evoca a estos y muchos otros fallecidos en las guerras de independencia contra el Imperio español.  En 1851 se proyectó por Thomas Reed el Monumento a los Mártires, obra que se concluyó en 1880, el cual luce una placa con la frase en latín Dulce et decorum est pro patria mori (en español: «Es dulce y decoroso morir por la patria»).

## Historia
Entre 1770 y 1790, la familia París construyó Sans Façón, casa de campo que dio nombre al área conocida como tal. Allí se ubicó el convento Sans Façón y la Capilla Gótica (hoy Colegio la Presentación), inaugurada en 1918. Por su parte, el Cementerio Central se inauguró en 1836.
En esta zona se encontraban las tres plazas mayoristas de mercado de la ciudad, la España, la Peraza, y la Matallana. Con la construcción de la central de abastos Corabastos en Kennedy, los lugares se desalojaron y trasladaron a aquella y a la plaza de Paloquemao. Dicho desplazamiento dejó una gran cantidad de inmuebles sin uso alguno, que sirvieron como refugio de indigentes.

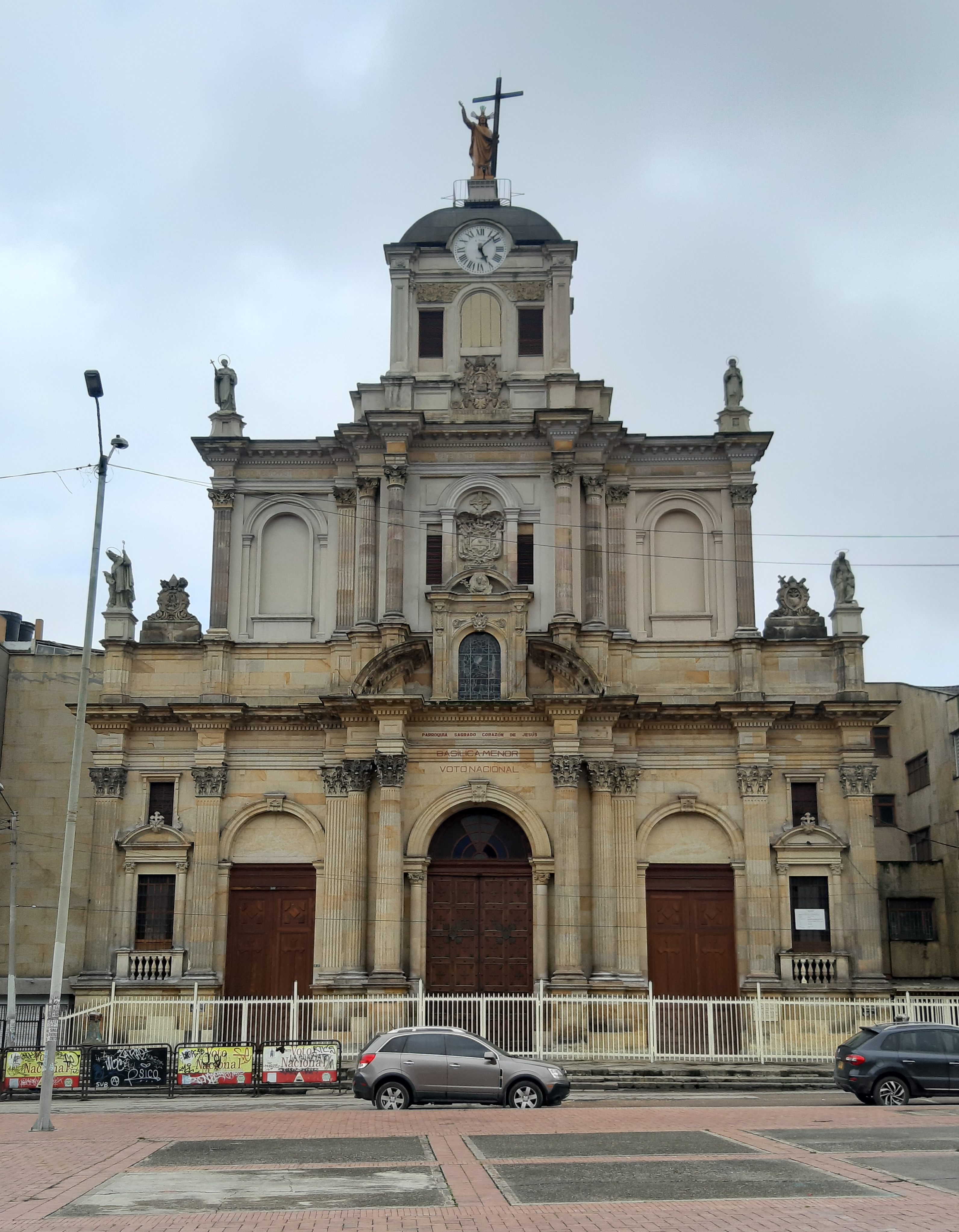
Basílica Menor del Voto Nacional en la plaza de Los Mártires

En 1902 se comenzó a construir la Basílica del Voto Nacional por solicitud del arzobispo Bernardo Herrera Restrepo al presidente José Manuel Marroquín para consagrar a Colombia al Sagrado Corazón de Jesús, para que finalizase la Guerra de los Mil Días. Se terminó en 1916, el mismo año en que se inauguró la facultad de Medicina de la Universidad Nacional, ubicada a un costado del parque Los Mártires, en su momento La quinta de Segovia, y actualmente la Jefatura de Reclutamiento y Control Reservas del Ejército nacional.
Por su parte, la Estación de la Sabana se construyó  entre 1913 y 1917, bajo la dirección por el ingeniero William Lidstone con un costo de 750 000 pesos oro de la época. En 1921 se inauguró el edificio Manuel M. Peraza en la actual avenida Jiménez, que se caracterizó por su altura de siete pisos, muy notable para su tiempo, y por ser el primero en el país en contar con ascensores. En 1988 se le declaró monumento nacional.
A partir de los años 1950, la localidad tendió a extenderse hacia el occidente siguiendo el eje marcado por la avenida Alameda Nueva, hoy calle 13 o Avenida Centenario. Este desarrollo se vio asimismo favorecido por el trazado de la avenida 30, que marca su actual frontera occidental. Durante el siglo XX, sin embargo, algunas zonas de la localidad han sufrido un intenso proceso de gentrificación.
Por medio de los acuerdos 2 y 6 de 1992, se constituyó la localidad número 14 de Los Mártires, conservando sus límites y nomenclatura, administrada por el alcalde local y la respectiva junta administradora local, con un total de siete ediles.
Dentro de la localidad, el llamado «Bronx» fue un sector de alta peligrosidad y criminalidad en Los Mártires, el cual fue intervenido en mayo de 2016 por la Policía y el Ejército colombiano. Numerosas edificaciones de la zona están siendo intervenidas como parte de un plan estructural de renovación urbana del sector. Estaba ubicado entre las calles 9 y 10 y las carreras 15 y 15 A, y extendía su impacto negativo hacia la plaza España del mismo sector.
El barrio Santafe fue morada de importantes familias de la ciudad, y cobijó a una importante colonia de inmigrantes judíos. Entre las personalidades que habitaron el barrio estuvieron el maestro León de Greiff. Entre los años setenta y ochenta del siglo XX, con el crecimiento de la ciudad, los habitantes de antaño se desplazaron hacia el norte y el barrio fue ocupado principalmente por inquilinatos y moteles, consolidándose como un sector de lenocinio, en el área comprendida entre la transversal 17 y la avenida Caracas, hasta la calle 22. Desde 2002 técnicamente se ha designado a este sector como Zona Especial de Servicios de Alto Impacto (ZESAI) para el ejercicio legal de la prostitución.

## Geografía

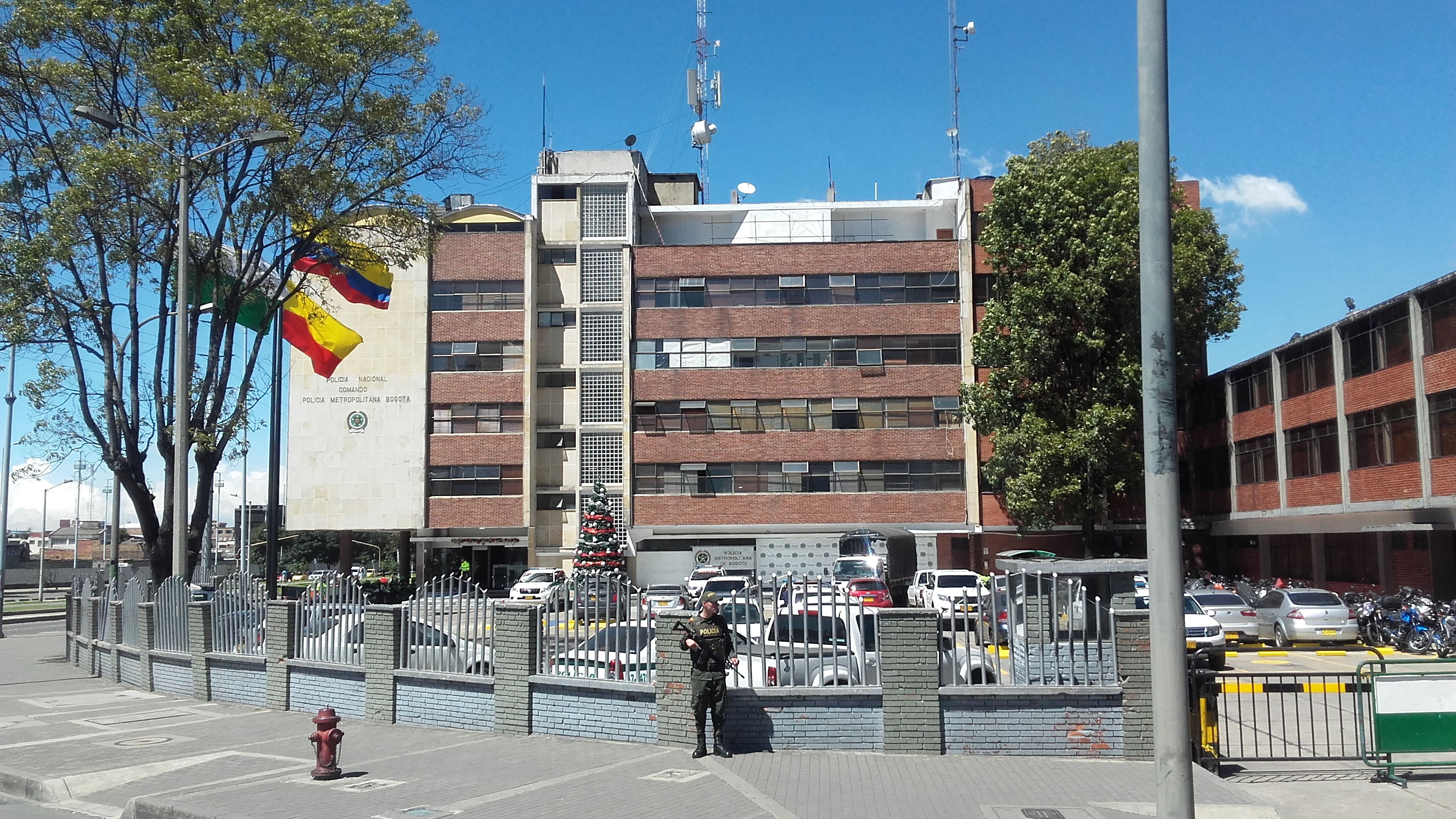
El comando central de la Policía Metropolitana de Bogotá se encuentra ubicado en la localidad Los Mártires

La localidad de Los Mártires está ubicada en el lado occidental centro del centro histórico de la ciudad, incluyendo espacios históricos de principios de la república, junto a desarrollos urbanísticos posteriores. Conviviendo, áreas históricas, con áreas urbanas degradas y nuevas áreas de desarrollo urbanístico, especialmente en los extremos sur y norte.
Entre sus residentes predomina la clase media baja, el estrato socioeconómico 3. Junto a las localidades de La Candelaria, Santa Fe y Teusaquillo conforma el llamado centro histórico o simplemente, «El Centro» de Bogotá. Pese a albergar abundante arquitectura monumental e histórica, desde mediados del siglo XX sus zonas oriental y norte han sufrido un proceso de deterioro, presentando algunos de sus barrios graves problemas de delincuencia y criminalidad, algunos de los cuales han sido revertidos.

### Hidrología
Los Mártires cuenta con el río Fucha y con el canal Comuneros que es el río San Agustín.

### Organización territorial
Los Mártires incluye los siguientes barrios organizados :

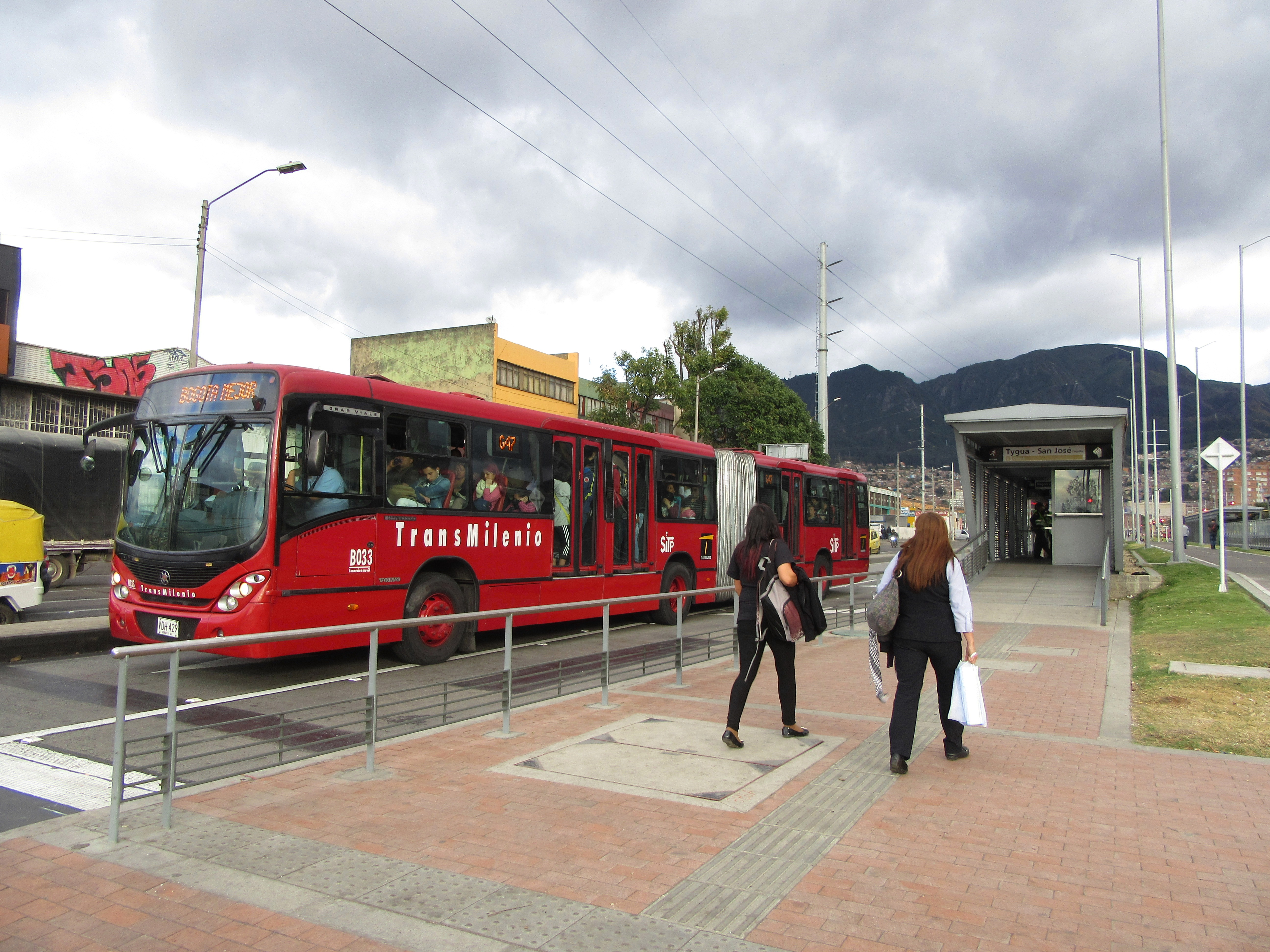
Estación de TransMilenio Tygua - San José

| Unidad de Planeamiento Local (UPL)             | Barrios |
| ---------------------------------------------- | --- |
| Centro Histórico (Oeste de la Avenida Caracas) | El Listón, Estación de la Sabana, La Estanzuela, La Favorita, La Pepita, Paloquemao, Panamericano - La Florida, Ricaurte, Samper Mendoza, Santafe, Voto Nacional, el Conjunto Residencial Usatama, Unidad Residencial Colseguros, la Unidad Residencial Sans Façon y Bulevar de Sans Façon. |
| Centro Histórico (Oeste de la Avenida Caracas) | Eduardo Santos, El Progreso, El Vergel, Santa Isabel y Veraguas. |

## Movilidad
La localidad de Los Mártires es atravesada por varias rutas de autobuses urbanos que unen el centro de la ciudad con su zona occidental. A su vez, la atraviesan las líneas A, E, F, G, H y K del sistema BRT TransMilenio.
Sobre la Avenida Caracas se encuentran las estaciones Calle 22, Calle 19, Avenida Jiménez, y Tercer Milenio de la Línea A, y Hospital de la línea H.
Sobre la Línea Jiménez-Américas se encuentran las estaciones Avenida Jiménez, De la Sabana, San Façon Carrera 22 y Ricaurte, pertenecientes a la Línea F.

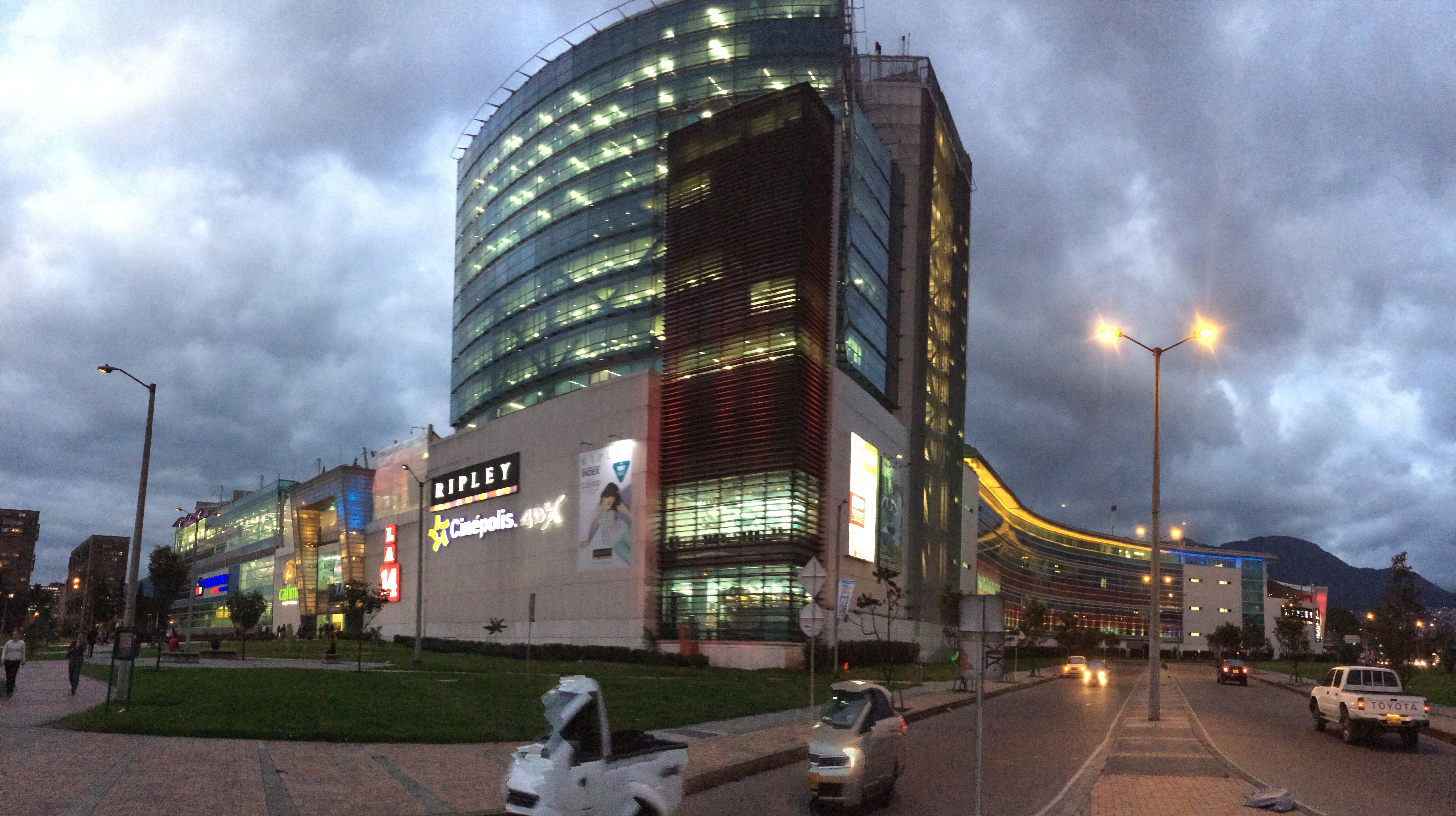
Centro comercial Mallplaza NQS.

Sobre la Carrera 30 se encuentran las estaciones CAD, Paloquemao, y Ricaurte de la línea E y Comuneros y Santa Isabel, de la Línea G.
Sobre la Avenida Comuneros o Calle 6 se encuentran las estaciones de Tygua - San José y Guatoque - Veraguas de la línea E.
Sobre la Avenida Eldorado se encuentra la estación Centro Memoria de la línea K. Cerca de allí hay una ciclovía que apenas es utilizada.

## Economía
En la localidad se encuentran la plaza de mercado de Paloquemao, Plaza España, la plaza del barrio Samper Mendoza y Los Mártires. También cuenta con modernos centros comerciales como Puerta Grande San José, el San Vicente Plaza, el Puerto Príncipe, Mallplaza NQS (antes Calima Plaza) y Sabana Plaza. El llamado «sanandresito» San José se encuentra en esta localidad bogotana.

## Servicios Públicos

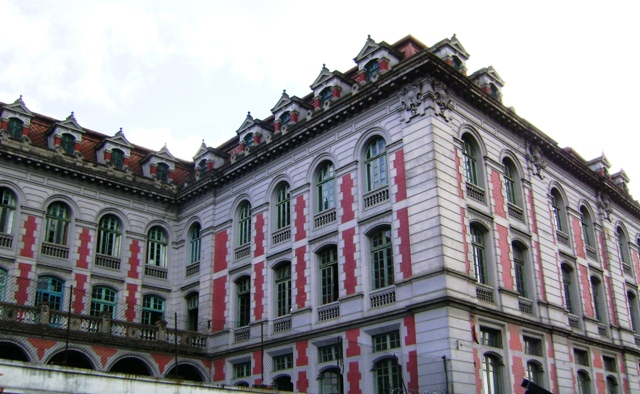
Fachada occidental del Instituto Técnico Central

#### Educación
- 43 Colegios[23][24][25][26][27][28]
- Liceo Nacional Agustín Nieto Caballero
- Instituto Técnico Central La Salle
- Colegio Nuestra Señora de la Presentación Centro.Hospital San José frente a la plaza España

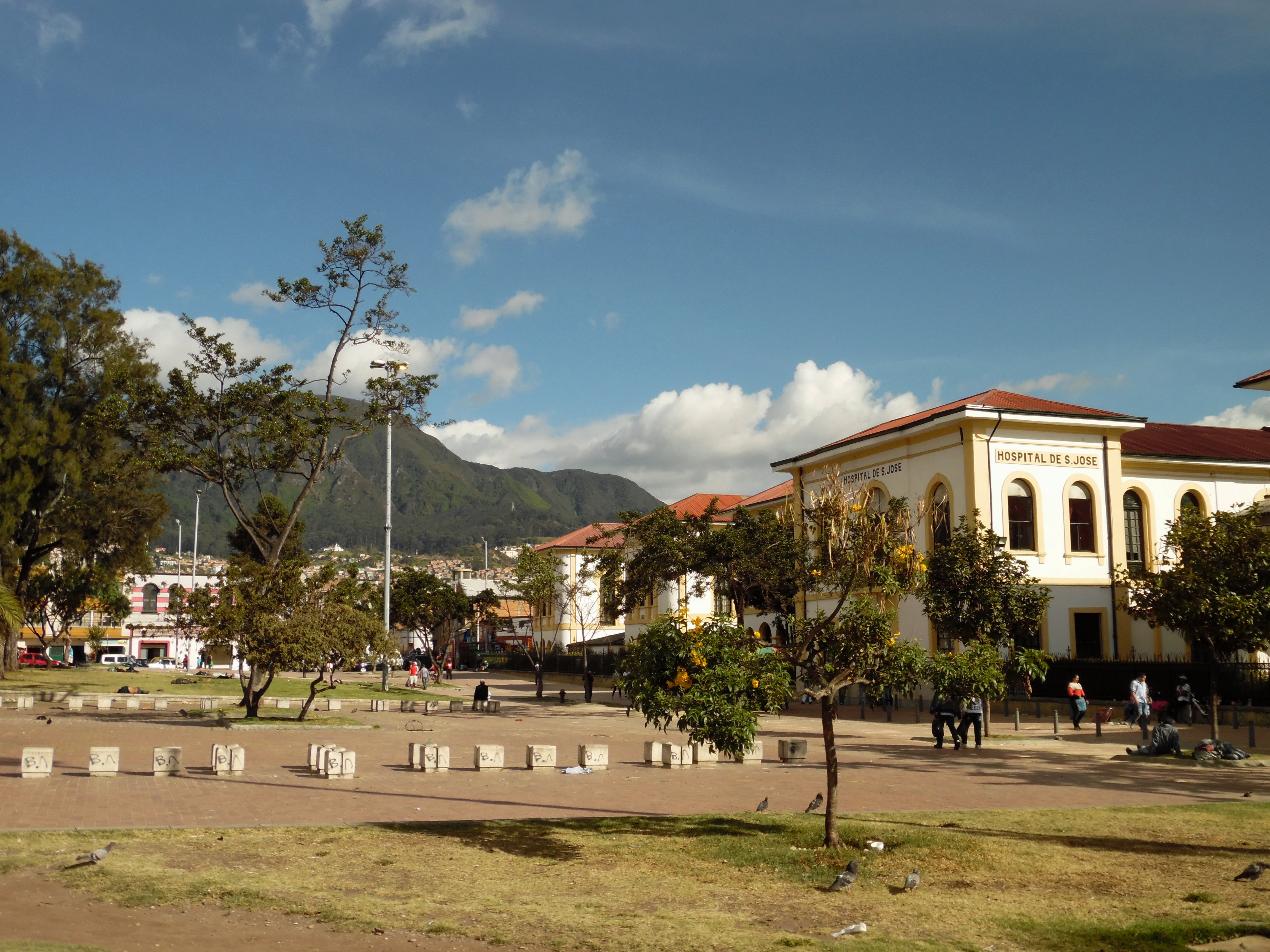
Hospital San José frente a la plaza España

#### Salud
- Hospital San José cerca a la Plaza España.
- Hospital Centro Oriente (Unidad Pediátrica).
- Hospital Universitario Mayor - Clínica Mederi (Clínica San Pedro Claver) cerca a las estaciones CAD y Concejo de Bogotá
- Clínica Santa Isabel.
- Fundación Emmanuel.
- Sede asistencial Ricaurte.
- Sede asistencial Samper Mendoza.
- Sede asistencial La Fayette.
- Fundación Hospital la Misericordia.

## Cultura

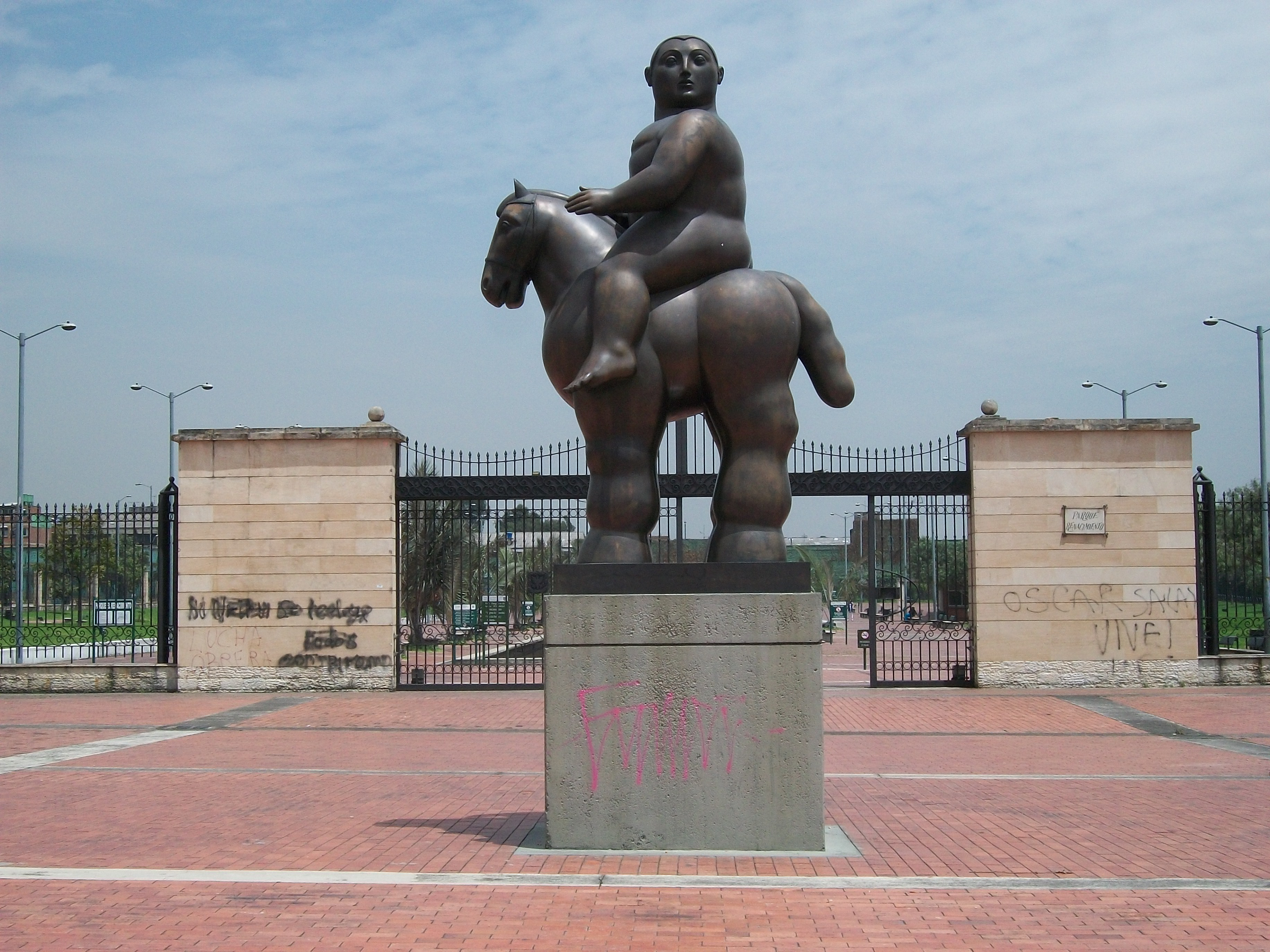
Parque Renacimiento sobre la Calle 26

- Paraderos para libros para parques, de BibloRed[29]

#### Bienes de interés Cultural
- Estación de la Sabana.
- Edificio sede Instituto Técnico Central.
- Edificio sede Batallón Guardia Presidencial.
- Cementerio Central. Allí reposan los restos de varias personalidades nacionales.
- Obelisco a los Mártires.[30][31]
- Centro de Memoria, Paz y Reconciliación.
- Bronx, Distrito Creativo.[32]
- Hospital San José.

### Parroquias católicas
Todos los templos se encuentran bajo jurisdicción de la Arquidiócesis de Bogotá.
- Nuestra señora de las Lajas.
- Nuestra señora de la Consolata.
- Santa Teresita del Niño Jesús.
- Nuestra Señora de las Mercedes.
- San Roque.
- Santa Helena.
- Basílica del Sagrado Corazón de Jesús - El Voto Nacional.
- San Pedro Claver.
- Sagrada Pasión.

## Deportes
La localidad cuenta con 46 parques o áreas verdes barriales.